# Rolf Järmann
Rolf Jaermann, nacido el 31 de enero de 1966 en Arbon, en el cantón de Turgovia, en Suiza, es un antiguo ciclista suizo, profesional de 1987 a 1999.

## Palmarés
1987
- 1 etapa del Tour de Romandía

1989
- 1 etapa del Giro de Italia

1990
- Campeonato de Suiza en Ruta
- 1 etapa del Tour de Romandía
- 1 etapa de la Vuelta a Suiza

1991
- 1 etapa de la Vuelta al País Vasco

1992
- 1 etapa del Tour de Francia

1993
- Amstel Gold Race
- 1 etapa de la Vuelta a Suiza
- 2.º en el Campeonato de Suiza en Ruta

1995
- Tour de Luxemburgo, más 1 etapa
- Gran Premio de Plouay
- 3.º en el Campeonato de Suiza en Ruta

1997
- Tour de Polonia

1998
- Tirreno-Adriático
- Amstel Gold Race

## Resultados en Grandes Vueltas y Campeonatos del Mundo
Durante su carrera deportiva ha conseguido los siguientes puestos en las Grandes Vueltas y en los Campeonatos del Mundo en carretera:
| Carrera         | 1988 | 1989 | 1990 | 1991 | 1992 | 1993 | 1994 | 1995 | 1996 | 1997 | 1998 |
| --------------- | ---- | ---- | ---- | ---- | ---- | ---- | ---- | ---- | ---- | ---- | ---- |
| Giro de Italia  | 48.º | 38.º | 71.º | -    | -    | -    | -    | -    | -    | -    | 85.º |
| Tour de Francia | -    | -    | -    | 83.º | 62.º | 54.º | 73.º | 67.º | 90.º | Ab.  | -    |
| Vuelta a España | -    | -    | -    | -    | -    | -    | -    | -    | Ab.  | -    | -    |
| Mundial en Ruta | Ab.  | Ab.  | 54.º | -    | Ab.  | 23.º | Ab.  | Ab.  | -    | Ab.  | Ab.  |

-: no participa

Ab.: abandono